# Chłopak na opak czyli Z pamiętnika pechowego Jacka
Chłopak na opak czyli z pamiętnika pechowego Jacka – polska powieść dla młodzieży napisana przez Hannę Ożogowską. Pierwsze wydanie miało miejsce w 1960.
Książka opowiada o życiu czwartoklasisty, Jacka Czarneckiego, który twierdzi, że wszystkie jego przygody kończące się nie tak jakby chciał, są dziełem jego pecha. Pech nie opuszcza Jacka w domu, w szkole, na podwórku czy na kolonii.